# Halichoeres lapillus
Halichoeres lapillus là một loài cá biển thuộc chi Halichoeres trong họ Cá bàng chài. Loài này được mô tả lần đầu tiên vào năm 1947.

## Từ nguyên
Danh từ định danh lapillus trong tiếng Latinh có nghĩa là "viên đá nhỏ, hòn sỏi", hàm ý không rõ, có lẽ đề cập đến hình dạng các vệt đốm màu xanh lục trên cơ thể cá đực.

## Phạm vi phân bố và môi trường sống
H. lapillus được phân bố tập trung ở Tây Ấn Độ Dương. Từ bờ biển phía nam Oman, phạm vi của H. lapillus trải dài theo bờ biển Đông Phi đến Nam Phi, bao gồm các đảo quốc ngoài khơi là Réunion, Mauritius và Madagascar.
H. lapillus sống trên nền đáy đá vụn hay các rạn san hô viền bờ có tảo phát triển, cũng như trong các thảm cỏ biển ở độ sâu đến ít nhất là 15 m.

## Mô tả
H. lapillus có chiều dài cơ thể lớn nhất được ghi nhận là 14 cm. Cá cái có màu nâu lục dọc lưng, chuyển thành màu nâu đỏ ở phần thân còn lại, lốm đốm các chấm trắng hai bên thân (đốm trắng lớn hơn tập trung ở thân dưới và có thể nối lại thành các vệt sọc). Ngoài ra, thân trên cũng có các hàng đốm màu nâu đen. Đầu có màu lục nâu, trắng dần xuống dưới cằm với các vệt sọc đỏ. Cá đực màu đỏ cam sẫm, lốm đốm các vệt màu xanh lục ở hai bên thân và đầu. Có đốm đen phớt vàng ở ngay góc nắp mang.
Số gai ở vây lưng: 9; Số tia vây ở vây lưng: 11; Số gai ở vây hậu môn: 3; Số tia vây ở vây hậu môn: 11; Số tia vây ở vây ngực: 13; Số gai ở vây bụng: 1; Số tia vây ở vây bụng: 5; Số vảy đường bên: 27; Số lược mang: 17–21.

## Sinh thái học
Thức ăn của H. lapillus là các loài thủy sinh không xương sống.

## Thương mại
H. lapillus tuy được đánh bắt trong các hoạt động buôn bán cá cảnh nhưng không phải loài được nhắm mục tiêu.